# Nicanor Parra
Nicanor Parra Sandoval (5. září 1914, San Fabián de Alico – 23. ledna 2018 Las Cruces, provincie San Antonio) byl chilský básník a matematik, nositel Cervantesovy ceny za rok 2011.

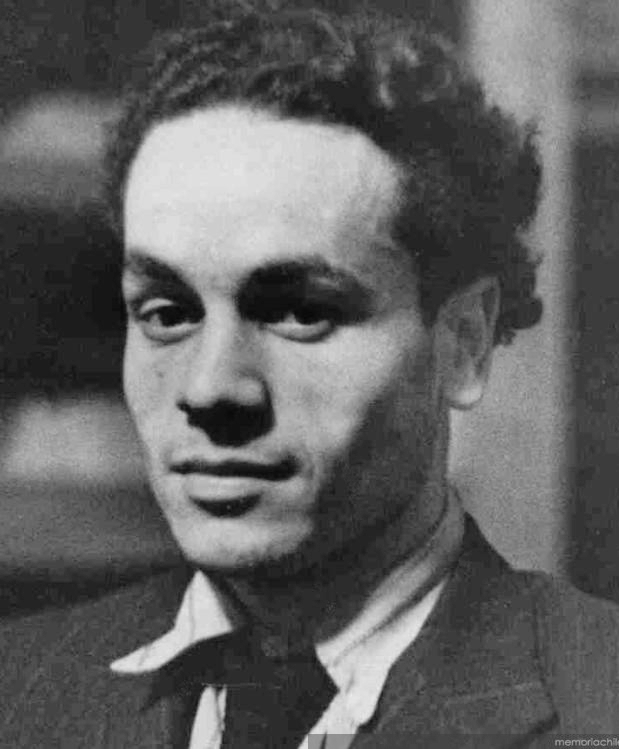
Parra,1935

## Literární dílo
V roce 1954 vydal sbírku Poemas y antipoemas (Básně a antibásně), kterou založil nový styl, jejž nazval antipoezie. Ta se vyhraňuje vůči představě autora jako božského a výjimečného tvůrce napojeného na tajemné zdroje inspirace, která spojuje klasickou poezii romantickou i poezii avantgardní. Parra usiloval o poezii maximálně ironickou a civilní, byla proto také někdy nazývána "konverzační".
Cervantesovu cenu, nejprestižnější literární ocenění ve španělsky mluvícím světě, získal jako třetí Chilan (po Gonzalu Rojasovi (2003) a Jorgem Edwardsovi (1999)).

### České překlady
- Básně proti plešatění ('Poemas para combatir la calvicie'). Mladá fronta, 2002. 136 S. Překlad: Petr Zavadil
- Jiné básně. Fra, 2018. Překlad: Petr Zavadil